# De antiquitate Glastoniensis Ecclesiae
Il De antiquitate Glastoniensis Ecclesiae è un’opera storiografica di Guglielmo di Malmesbury, che riguarda gli avvenimenti legati all’abbazia di Glastonbury, dalla sua fondazione all’anno 1126.

## Contesto storico
L’opera viene commissionata a Guglielmo di Malmesbury da Enrico di Blois, nipote di re Enrico, al fine di ristabilire la reputazione del monastero di Glastonbury, del quale è abate. L’autore scrive, prima di quest'opera, ben quattro vite di santi legati a Glastonbury (Patrizio, Dunstan, Indract e Benigno); le agiografie sono dedicate ai monaci dell’abbazia, che probabilmente le hanno commissionate sotto il consiglio dello stesso Enrico. Guglielmo riesce a esaltare la storia del monastero con le sue opere precedenti al De antiquitate Glastoniensis Ecclesiae, ricevendo in cambio la possibilità di attingere ai loro archivi e alla biblioteca; questo incentivo ha certamente molta attrattiva per uno storico curioso come egli è. Ciononostante i religiosi non sono soddisfatti di quanto viene scritto nella Vita sancti Dunstani poiché essa non favorisce il loro proposito di accreditare il culto delle reliquie di Dunstan presso la loro chiesa. È probabile che a causa di tale malcontento Guglielmo decida di dedicare la sua più ampia opera sulla storia di Glastonbury all’abate, affidandosi al suo sostegno. L’abbazia è caduta in rovina ed Enrico di Blois si adopera per farla prosperare nuovamente sia dal punto di vista economico sia della fama.
Il luogo gode di un’aura leggendaria sin dal X secolo; Guglielmo di Malmesbury, nei suoi scritti, afferma che la chiesa di Glastonbury ha origini tanto antiche da risalire al II secolo, che vi è persino la possibilità che sia stata fondata dai discepoli di Cristo e che San Patrizio sia stato il primo abate del monastero.

## Contenuti
L’autore riesce a tracciare buona parte della storia della città, dalle origini, per lo più favolose, al 1126. Guglielmo si reca a Glastonbury intorno al 1129 e trae molte delle informazioni che riporta nel De antiquitate Glastoniensis Ecclesiae dai registri del monastero: queste carte ne testimoniano una grande prosperità a partire dall’anno 601, per poi giungere al declino dell’XI secolo, dovuto a due abati che ne depauperano i possedimenti, alle incursioni danesi e alla conquista normanna.
Guglielmo utilizza disparate fonti per redigere l’opera, sia in latino sia in inglese antico: è probabile che una di esse sia il Liber Terrarum del monastero di Glastonbury, così come molti dei documenti che gli stessi monaci gli forniscono in precedenza per redigere le vite dei santi. Le fonti scritte sono accompagnate anche dalla tradizione orale e dall’utilizzo di prove archeologiche, come monumenti e dipinti. In alcuni casi Guglielmo si trova davanti a una scelta; le informazioni sono molte e spesso discordanti. È costretto a costruire una sua versione della storia, che struttura seguendo come modello principale l’Historia Abbatum di Beda il Venerabile.

## Il destino dell'opera dopo la morte dell'autore
Quest'opera è soggetta ad alcune interpolazioni e falsificazioni nell’arco dei secoli, la più nota delle quali riguarda l’indebito ampliamento del cauto e sobrio racconto composto da Guglielmo sulla fondazione della chiesa di Glastonbury: i discepoli dell’apostolo Filippo assumono nomi che erano sconosciuti a Guglielmo e vengono redatti documenti fasulli per testimoniarne le azioni; successivamente la storia viene ulteriormente rimaneggiata e messa in relazione al personaggio di Giuseppe di Arimatea. Glastonbury viene poi identificata con la leggendaria isola di Avalon e i monaci fanno circolare la notizia che il luogo di sepoltura di re Artù e della regina Ginevra, sua consorte, si trovi nei pressi del monastero. La ragione di questi interventi risiede nel bisogno di affrontare diverse difficoltà di carattere economico e di prestigio sociale; l’evento più problematico per Glastonbury è l’incendio del 1184. I benedettini devono far fronte alla mancanza di fondi; cercano di attrarre più pellegrini possibile, accrescendo le leggende legate al monastero, in modo da accentuare l’aura di santità del luogo, fino a renderlo una seconda Roma nell’opinione popolare.
L’opera è sopravvissuta solamente in una forma interpolata, che risale a un manoscritto della metà del XIII secolo: si può ipotizzare che le prime modifiche al testo avvengano tra il 1184 e il 1230, mentre i riferimenti a Giuseppe di Arimatea e al Sacro Graal sono inclusi in seguito a una revisione del 1247.